# Lwowski Instytut Bankowości
Lwowski Instytut Bankowości Uniwersytetu Bankowości Narodowego Banku Ukrainy (ukr. Львівський інститут банківської справи) - następca Kolegium Rachunkowo Ekonomicznego, założonego w 1940 r. na bazie Liceum ekonomicznego dla kobiet im. Królowej Jadwigi, który istniał od 1887 roku.

## Fakultety
- Fakultet Bankowości i Technologii Informacyjnych
- Fakultet Finansowo Ekonomiczny
- Fakultet Podwyższenia Kwalifikacji i Przekwalifikacji